# 阿部司
阿部司（日语：アベ ツカサ，1995年—），日本漫畫家，茨城縣出身。
2018年以《MEET UP》獲得第82回小學館新人COMIC大賞佳作。使用電繪作畫。
以《葬送的芙莉蓮》在2021年獲得第14回漫畫大賞。同年獲得第25回手塚治虫文化賞新生賞。